# Gea Dall'Orto
Gea Dall'Orto (Bagno a Ripoli, 22 ottobre 2002) è un'attrice italiana.

## Biografia
È nata il 22 ottobre 2002 a Bagno a Ripoli (Firenze), si è appassionata alla recitazione all'età di sette anni.

### Carriera
All'età di sette anni ha debuttato in teatro come attrice in tournée nella compagnia teatrale di famiglia "Mannini Dall'Orto Teatro", accanto al nonno, Italo Dall'Orto (attore e regista) e fin da subito sogna il cinema. Ha continuato la sua formazione presso la "DVAS - Formazione ENTRARTe" di Firenze, con Alessio Di Clemente, e allo stesso tempo ha continuato a prepararsi ai ruoli con coach come Anna Redi e Aurin Proietti. Dopo le scuole superiori ha deciso di iscriversi presso la facoltà "D'Arti e Scienze dello Spettacolo" dell'Università degli Studi di Roma "La Sapienza".
Nel 2012 ha fatto il suo debutto come attrice al cinema nel film Le piccole idee, diretto da Giacomo Faenza. L'anno successivo, ha recitato nel cortometraggio Broken Dolls di Andrea Zurlo e diretto da Karin Marzocchini. Nel 2014 ha ricoperto il ruolo di Zingara nel film The Tourist, diretto da Evan Oppenheimer. Nello stesso anno ha interpretato il ruolo di Maria nel cortometraggio All or nothing, diretto da Maciej Kawalski. Nel 2015 ha recitato nel cortometraggio L'esercito dei fantasmi, diretto da Alessandro D'Aquino.
Nel 2016 ha interpretato il ruolo di Alice a dieci anni nel film L'Universale, diretto da Federico Micali. Nello stesso anno ha ricoperto il ruolo di Martina nella serie È arrivata la felicità. Sempre nel 2016 ha interpretato il ruolo di Matilda nel cortometraggio Grow Up, diretto da Samuel Alfani. L'anno successivo, ha ricoperto il ruolo di Gypsy Girl nel film Un'estate a Firenze, diretto da Evan Oppenheimer.
Nel 2018 ha interpretato il ruolo di Federica nel film Simple Women, diretto da Chiara Malta. Nello stesso anno ha ricoperto il ruolo di Stella Guarini nell'episodio Una questione personale della serie Don Matteo. Sempre nel 2018 ha recitato nel cortometraggio Fuxia, diretto da Alessandro D'Aquino.
Nel 2019 ha interpretato il ruolo di Chiara Mazzariol nel film Mio fratello rincorre i dinosauri, diretto da Stefano Cipani. L'anno successivo, ha ricoperto il ruolo di Gioia Merani nella serie Gli orologi del diavolo. Nello stesso anno ha interpretato il ruolo di Ofelia nel cortometraggio Rosa di maggio, diretto da Graziano Staino.
Nel 2021 è stata scelta per interpretare il ruolo di Miranda Leoni nella serie Luce dei tuoi occhi, dove ha recitato insieme ad attori come Anna Valle e Giuseppe Zeno. Nello stesso anno ha interpretato il ruolo di Francesca a diciassette anni nel film Tre piani, diretto da Nanni Moretti.
Nel 2022 ha interpretato il ruolo di Marta nella miniserie di RaiPlay Cabala - Le vergini del fuoco. Nello stesso anno ha ricoperto il ruolo di Martina nel film televisivo Rinascere, diretto da Umberto Marino.

## Filmografia

### Cinema
- Le piccole idee, regia di Giacomo Faenza (2012)
- The Tourist, regia di Evan Oppenheimer (2014)
- L'Universale, regia di Federico Micali (2016)
- Un'estate a Firenze, regia di Evan Oppenheimer (2017)
- Simple Women, regia di Chiara Malta (2018)
- Mio fratello rincorre i dinosauri, regia di Stefano Cipani (2019)
- Tre piani, regia di Nanni Moretti (2021)
- Io e te dobbiamo parlare, regia di Alessandro Siani (2024)

### Televisione
- È arrivata la felicità – serie TV, 3 episodi (2016)
- Don Matteo – serie TV, episodio 11x15 (2018)
- Gli orologi del diavolo, regia di Alessandro Angelini – miniserie TV (2020)
- Luce dei tuoi occhi – serie TV (2021-2023)
- Cabala - Le vergini del fuoco – miniserie TV (2022)
- Rinascere, regia di Umberto Marino – film TV (2022)

### Cortometraggi
- Broken Dolls di Andrea Zurlo, regia Karin Marzocchini (2013)
- All or nothing, regia di Maciej Kawalski (2014)
- L'esercito dei fantasmi, regia di Alessandro D'Aquino (2015)
- Grow Up, regia di Samuel Alfani (2016)
- Fuxia, regia di Alessandro D'Aquino (2018)
- Rosa di maggio, regia di Graziano Staino (2020)

## Teatro
- Sei personaggi in cerca d'autore di Luigi Pirandello, con la compagnia Branciaroli, Teatro Carcano di Milano (2011-2012)
- Il Mago di Oz, Teatro Puccini di Firenze (2013)

## Spot pubblicitari
- Glamour Girl (Francia), presso gli studi Diaframma di Firenze (2013)
- Play Station (Francia), presso lo studio Mark di Prato (2015)
- Guerre stellari, presso gli studi Diaframma di Firenze (2015)